# Kate Gallego
Katharine Sarah "Kate" Gallego, nata Widland (Albuquerque, 21 ottobre 1981), è una politica statunitense, sindaca di Phoenix dal 2019.

## Biografia
Kate Widland nasce ad Albuquerque, nel Nuovo Messico. I suoi genitori erano avvocati che si trasferirono ad Albuquerque da Chicago dopo la tempesta di neve del 1979. Diplomatasi alla Albuquerque Academy, dove ha ricoperto anche la carica di vicepresidente del corpo studentesco, si è poi laureata in scienze ambientali all'Università di Harvard e ha ottenuto un Master in business administration in economia aziendale all'Università della Pennsylvania.
Ha lavorato per il Partito Democratico dello stato dell'Arizona per l'ufficio del turismo, nonché per lo sviluppo economico. Nel 2013 è stata eletta al consiglio comunale della città di Phoenix per l'8º distretto. Rieletta nel 2017, decide di candidarsi l'anno dopo alla carica di sindaco della città in successione a Greg Stanton, dimessosi dalla carica per farsi eleggere alla Camera dei rappresentanti per l'8º distretto dell'Arizona. Verrà eletta il 12 marzo 2019 con il 58,67% dei voti contro lo sfidante Daniel Valenzuela. È la terza donna ad occupare questo incarico dalla fondazione di Phoenix.

## Vita privata
Di religione ebraica, si sposò nel 2010 con il rappresentante della Camera Ruben Gallego, che ha conosciuto anni prima ad un'asta di beneficenza in seguito agli attentanti dell'11 settembre. I due hanno avuto un figlio, nato dopo il loro divorzio avvenuto alla fine del 2016.